# Regno di Corsica (1736)
Il Regno di Corsica fu un regno rivoluzionario indipendente esistente in Corsica che però ebbe breve vita in quanto durò dal marzo al novembre del 1736. Ritornò in unione personale con la Repubblica di Genova . Nel 1768 fu però costretta a cederlo al Regno di Francia per ripianare i debiti contratti con la Francia stessa (per coprire il costo per le spese di mantenimento delle truppe francesi che, sbarcate nel 1764, avrebbero dovuto riportare l'isola sotto il governo genovese, costi che Genova si era impegnata a coprire col trattato di Compiégne)

## Storia

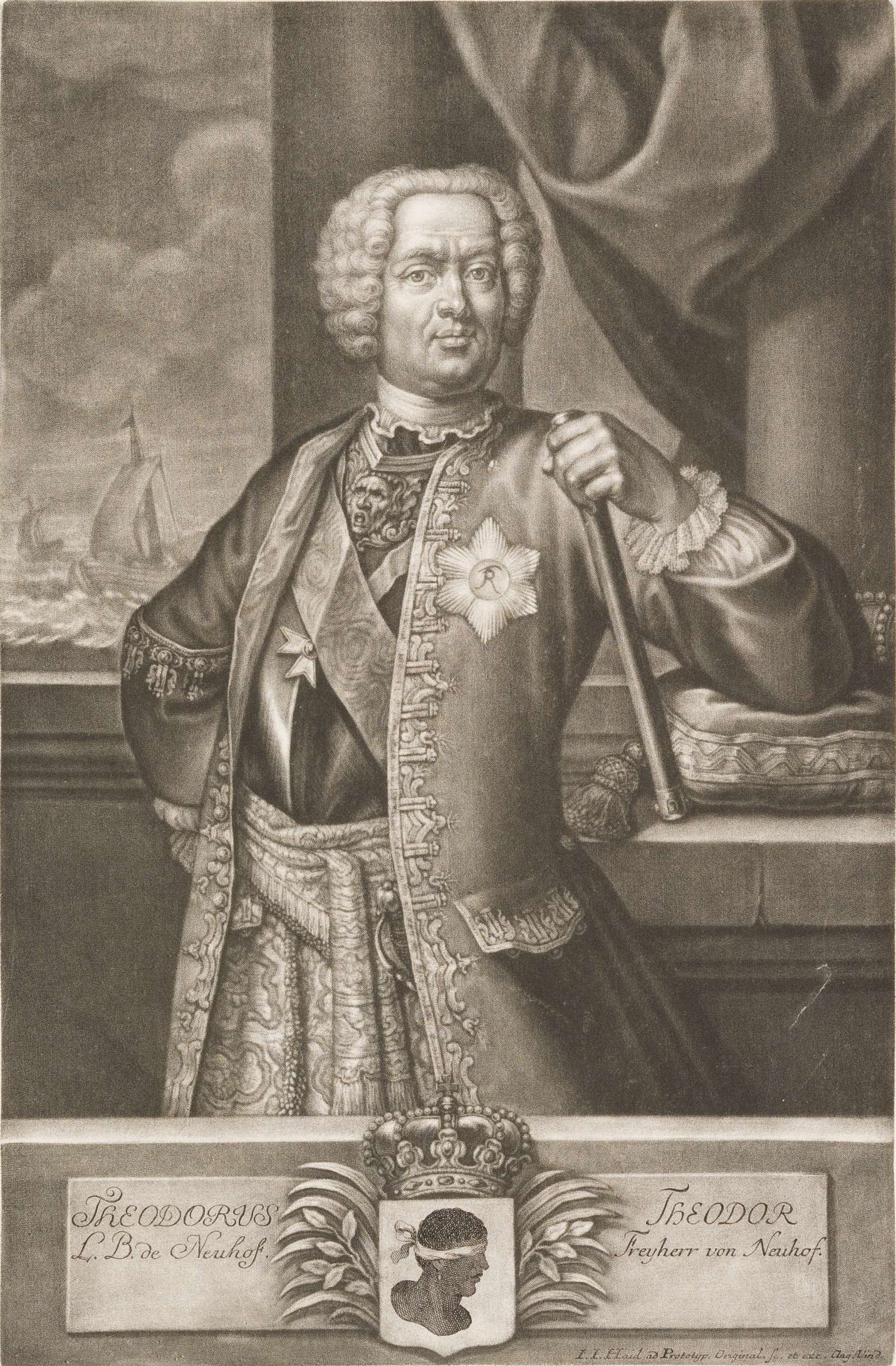
Theodor Stephan von Neuhoff in un ritratto ufficiale

La costituzione del Regno di Corsica fu la conseguenza diretta dei moti anti-genovesi avanzati dal popolo corso che si trovava occupato dalla potenza della Repubblica di Genova. Fu proprio a Genova, quindi, che l'avventuriero tedesco Barone Theodor Stephan von Neuhoff, incontrò alcuni ribelli corsi ed esuli, e li persuase che egli sarebbe stato in grado di ridonare l'indipendenza all'isola corsa, liberandoli nel contempo dalla tirannia genovese. La sua richiesta era che ad operazione riuscita, egli venisse incoronato sovrano del nuovo stato costituito.
Con l'aiuto del Bey di Tunisi egli sbarcò in Corsica nel marzo del 1736 con un nutrito drappello di soldati. Gli isolani, le cui precedenti insurrezioni erano state vane, vennero galvanizzati dalla promessa di questo nuovo regno, e il barone tedesco venne eletto re in quello stesso mese. Egli assunse il titolo di Re Teodoro I di Corsica, emanò editti, istituì un ordine cavalleresco e dichiarò nel contempo guerra alla Repubblica di Genova. Dapprima tutti questi successi diedero un esito positivo, ma combattendo i ribelli rimasero presto in svantaggio rispetto ai potenti genovesi i quali posero una taglia sulla testa dell'ambizioso nobiluomo tedesco e fecero pubblicare dei volantini che mettevano sulla pubblica piazza il suo passato poco lodevole. Teodoro I dovette quindi lasciare la Corsica nel novembre del 1736, alla ricerca di sostegni esterni per fare ritorno sull'isola e rioccupare il proprio trono che egli considerava "legittimo". Dopo essersi sentito rifiutare il sostegno dalla Spagna e dal Regno di Napoli, andò in esilio nei Paesi Bassi dove venne arrestato per debiti ad Amsterdam.
Dopo essere stato rilasciato, Teodoro inviò suo nipote in Corsica con alcuni uomini armati; egli stesso fece ritorno in Corsica nel 1738, nel 1739 e nel 1743, ma le forze genovesi e francesi alleate continuarono vittoriosamente ad occupare l'isola. Nel 1749 si recò in Inghilterra alla ricerca di altri supporti, ma contrasse nuovamente altri debiti che lo portarono ancora prigioniero a Londra, ove rimase sino al 1755 quando venne rilasciato, per poi morirvi nel 1756, assistito dall'amico Horace Walpole.

## Geografia antropica

### Suddivisioni amministrative
Si continuò a mantenere, in attesa di una riforma, l'antica divisione amministrativa dell'isola organizzata dal 1481 da Genova in 2 Bande.
- Pomonte o Banda di Fuori (Ajaccio, Calvi, Sagona, Bastelica, Bonifacio)
- Cismonte o Banda di Dentro (Bastia, S. Fiorenzo, Isola Rossa, Corte, Cervione, Aleria, Porto Vecchio)